# South Melbourne FC
El South Melbourne Football Club és un club de futbol semi professional australià de la ciutat de Melbourne.

## Història
El club va ser fundat l'any 1959 per immigrants d'origen grec de la ciutat amb el nom South Melbourne Hellas. Fou el resultat de la fusió de tres clubs locals, el South Melbourne United, el Yarra Park Aias (Ajax) i el Hellenic. L'any 1996 fou obligat a canviar el nom i decidí adoptar el de South Melbourne Lakers. L'any 2005 esdevingué South Melbourne Football Club.

## Palmarès

Primer emblema del club.

Emblema del South Melbourne Lakers.

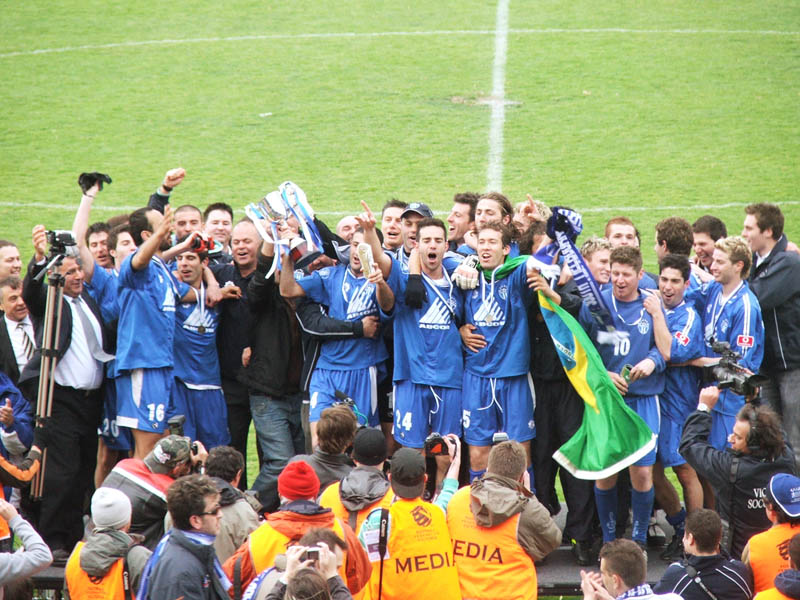
South Melbourne celebra el títol de la VPL de 2006.

- Lliga de Campions de l'OFC: 
  - 1999
- Lliga australiana de futbol:[6]
  - 1984, 1990–91, 1997–98, 1998–99
- Copa australiana de futbol:[7]
  - 1989–90, 1995–96